# Grelinette

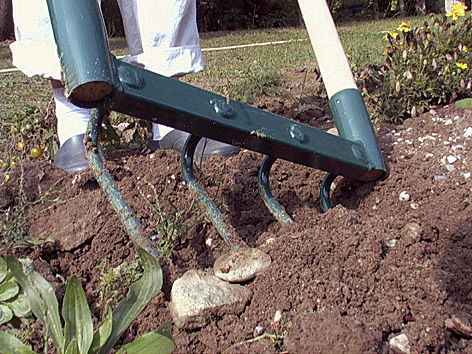
Une grelinette en action.

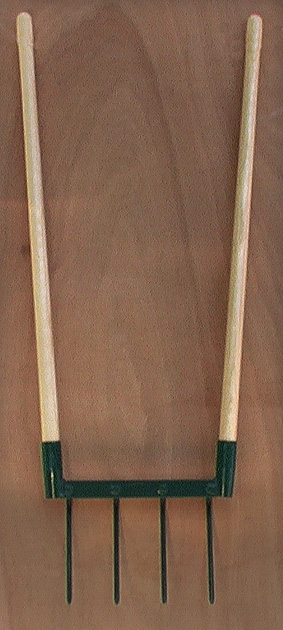
Une grelinette.

La grelinette, également appelée biobêche, est un outil de jardinage utilisant le principe du levier. Elle a été inventée par André Grelin (1906-1982) qui en a obtenu le brevet en 1964.

## Fonctionnement
La grelinette est une fourche bêche munie à sa base de trois à cinq dents biseautées recourbées et tranchantes et de deux manches latéraux.
L'utilisateur enfonce les dents de la grelinette devant lui verticalement dans le sol. Il tire vers lui les deux manches qui passent alors de part et d'autre de son corps, ce qui produit le soulèvement d'une motte de terre de la largeur de l'outil. Tout en reculant d'un pas, l'utilisateur bascule l'outil à droite et à gauche, pour diviser la motte. Il fait ensuite glisser l'outil en arrière en reculant d'un pas pour répéter le même mouvement.
Le jardinier affine si besoin le travail par l'utilisation d'un hoyau à dents ou d'un râteau. Le passage de ces outils est grandement facilité par la préparation à la grelinette.

## Intérêts de cette invention
Un des buts de la grelinette est d'ameublir et non de retourner les différentes couches du sol. Le jardinier s'affranchit de la bêche et encore plus de la motobineuse ou du motoculteur qui brassent fortement toute la terre sur la profondeur des roues.
La grelinette permet d'ameublir la terre sans la retourner, contrairement à la bêche. Cette manière de travailler préserve l'écosystème du sol. Ceci en fait donc un outil privilégié en agriculture biologique, notamment en micro-agriculture biointensive.
L'arrachement de mottes par ce système de levier a en outre un effet d'aération du sol, jusqu'à la profondeur atteinte par les dents, ce qui offre de l'oxygène au sol et aux organismes qui en ont besoin pour bien se développer et y travailler.
Le travail d'ameublissement de la terre avec une grelinette est rapide et demande moins d'effort qu'avec une fourche bêche ou qu'avec une fourche-croc. Contrairement à la bêche, la grelinette fait travailler les bras du jardinier et non le bas du dos.
La grelinette sert aussi d'outil pour l'arrachage des pommes de terre ou autres racines.

## Imitations
La grelinette est très imitée. Quelques modifications ou améliorations ont donné l'« aérofourche », la « biobêche », le « bioculteur » ou encore la « fourche à bêcher » ou la « fourche écologique ». Certaines imitations sont plus adaptées pour agrader les terres compactes, d'autres possèdent un arceau pour faciliter le mouvement d'oscillation des manches en terrain compact,.
Un outil proche, « La Campagnole® », est équipée de deux roues latérales et de contre-dents fixes ou à ressorts qui permettent de briser les mottes et de remplacer le travail du motoculteur.